# Stuckenborstel
Stuckenborstel è una frazione (Ortsteil) del comune di Sottrum, nel land della Bassa Sassonia, in Germania.

## Storia
Già comune autonomo nel circondario di Rotenburg an der Wümme, fu soppresso e incorporato a Sottrum il 1º marzo 1974.